# Clapham Common (metropolitana di Londra)
Clapham Common è una stazione della metropolitana di Londra, situata sulla linea Northern.

## Storia
La stazione si trova sulla punta orientale del parco di Clapham Common. È stata aperta al pubblico a giugno del 1900 come capolinea meridionale della City & South London Railway (CSLR), nel nuovo tratto prolungato da Stockwell. Sottoposta a lavori di ricostruzione tra il 1923 e il 1924, nel 1926 è divenuta una stazione di passaggio della diramazione di Morden della linea Northern.
La stazione ha due entrate, una ad ovest attraverso un edificio a cupola degli anni '20 e una ad est attraverso un padiglione moderno in vetro e acciaio. L'edificio è un monumento classificato dal 1981.
Quella di Clapham Common è una delle otto stazioni della metropolitana di Londra dotate di un rifugio antiaereo risalente alla Seconda guerra mondiale. Entrambe le due entrate del rifugio di Clapham Common si trovano a nord della stazione, su Clapham High Street.

## Interscambi
Nelle vicinanze della stazione effettuano fermata alcune linee urbane automobilistiche, gestite da London Buses.
- Fermata autobus

## Nella cultura di massa
A settembre 2016, per due settimane tutti i manifesti pubblicitari della stazione sono stati sostituiti da foto di gatti. Questa iniziativa è partita da un'organizzazione chiamata The Citizens Advertising Takeover Service (C.A.T.S) e sovvenzionata dal sito di crowdfunding Kickstarter.
A gennaio 2017, in seno all'iniziativa Veganuary, il PETA (People for the Ethical Treatment of Animals) ha tappezzato la stazione di manifesti per informare i pendolari e spingerli a provare il veganesimo per un mese.

## Galleria d'immagini

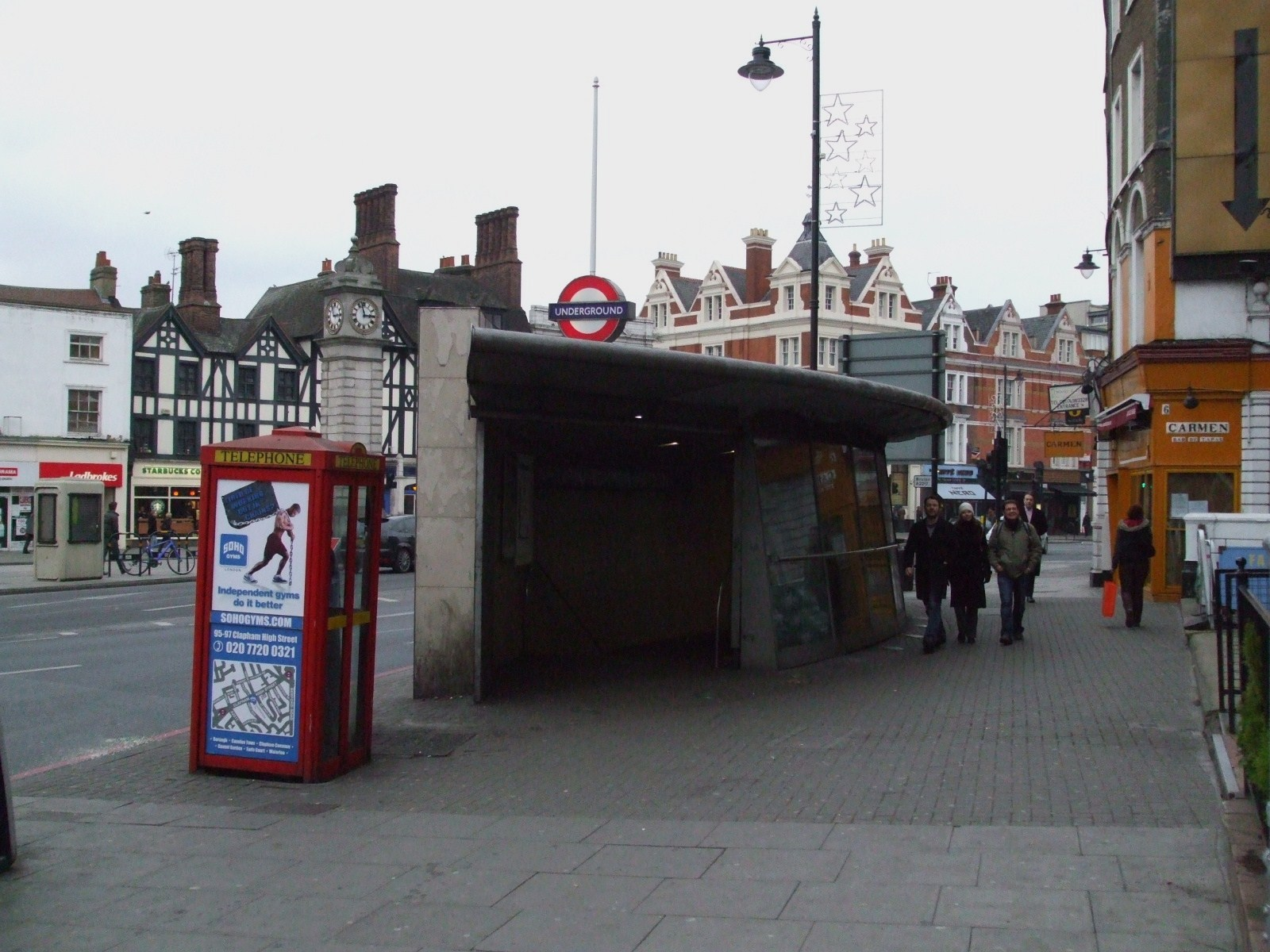
Il nuovo padiglione di vetro all'entrata sud della stazione
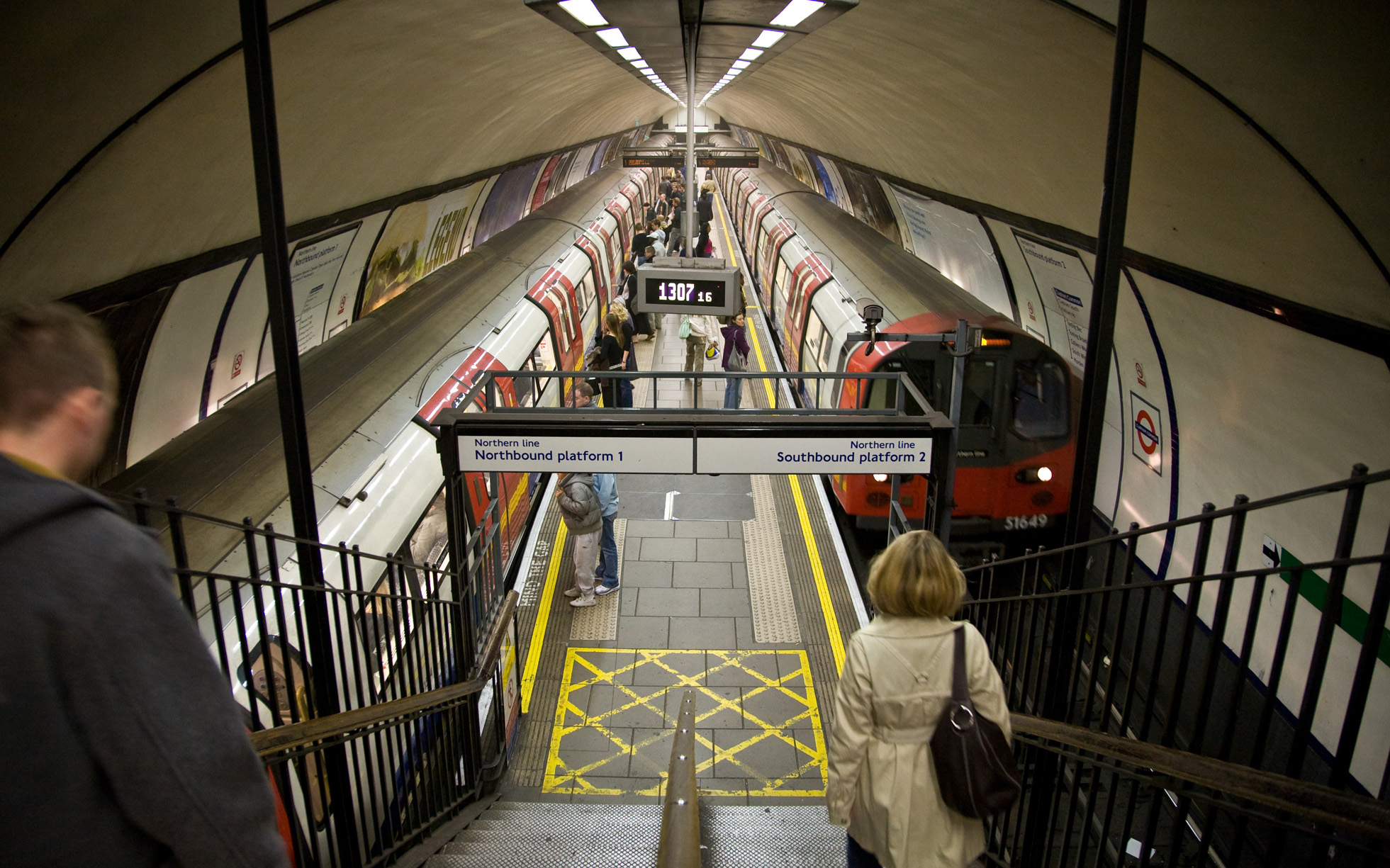
I binari di Clapham Common
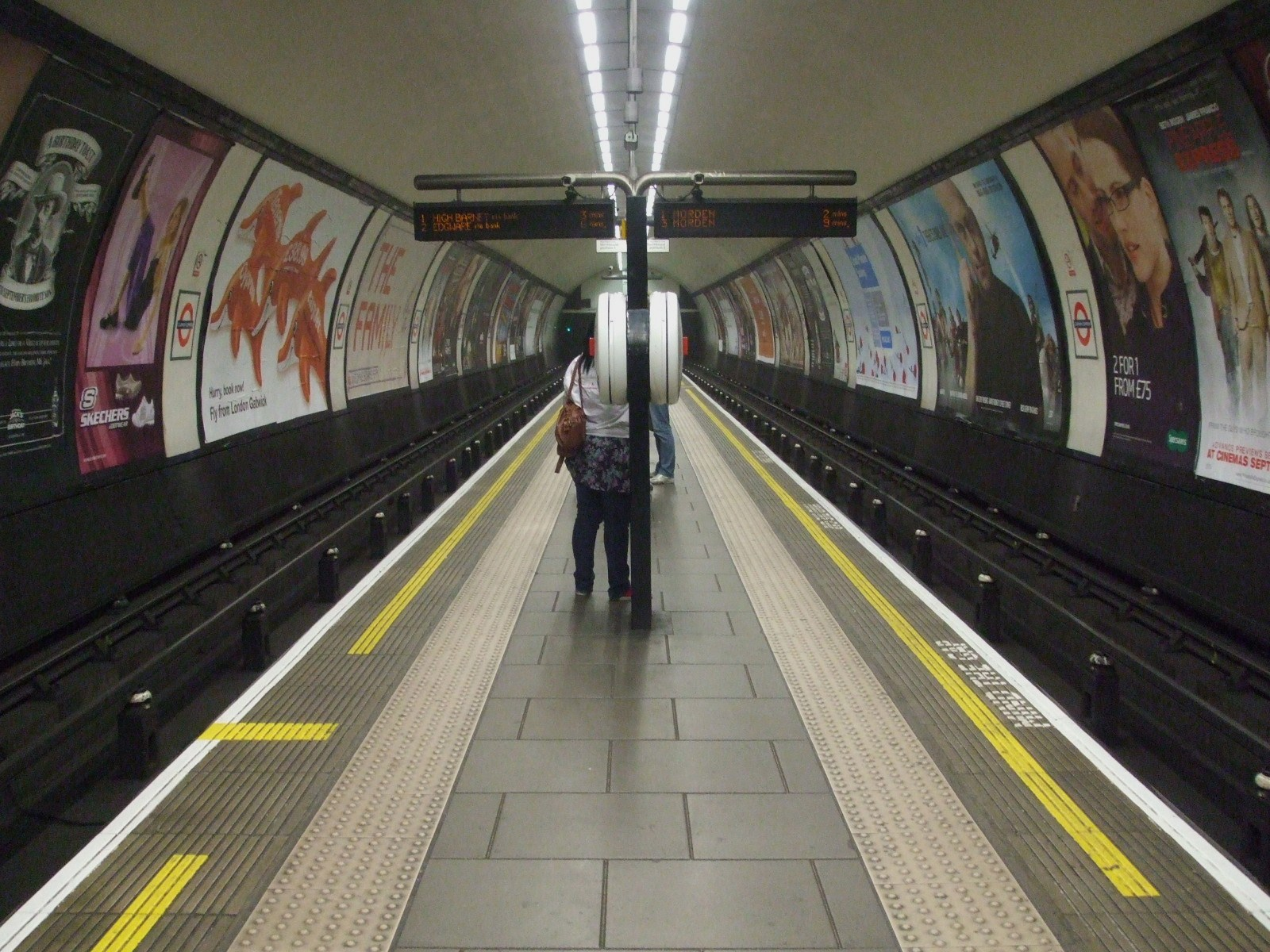
La banchina della stazione
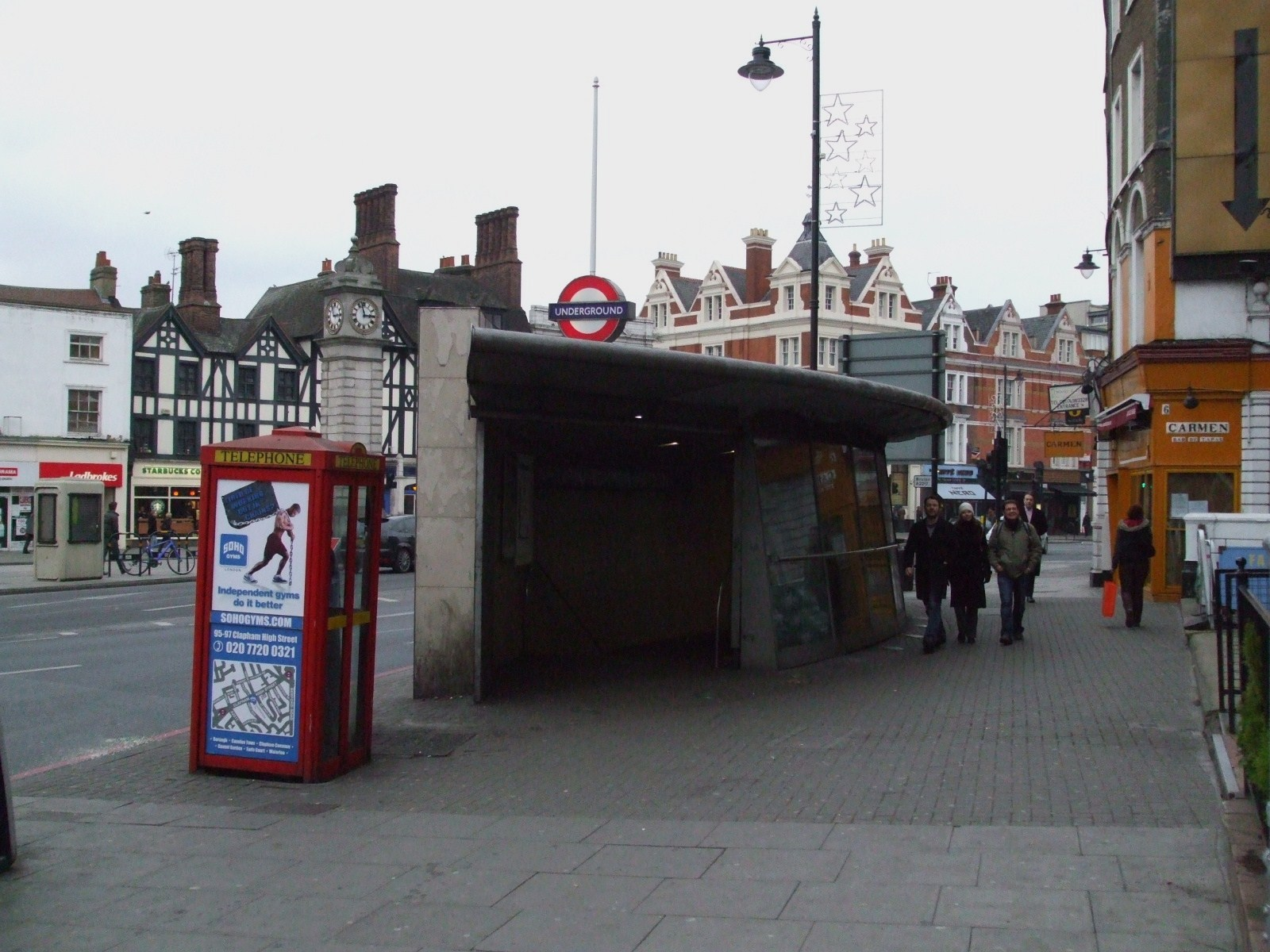
L'entrata est della stazione
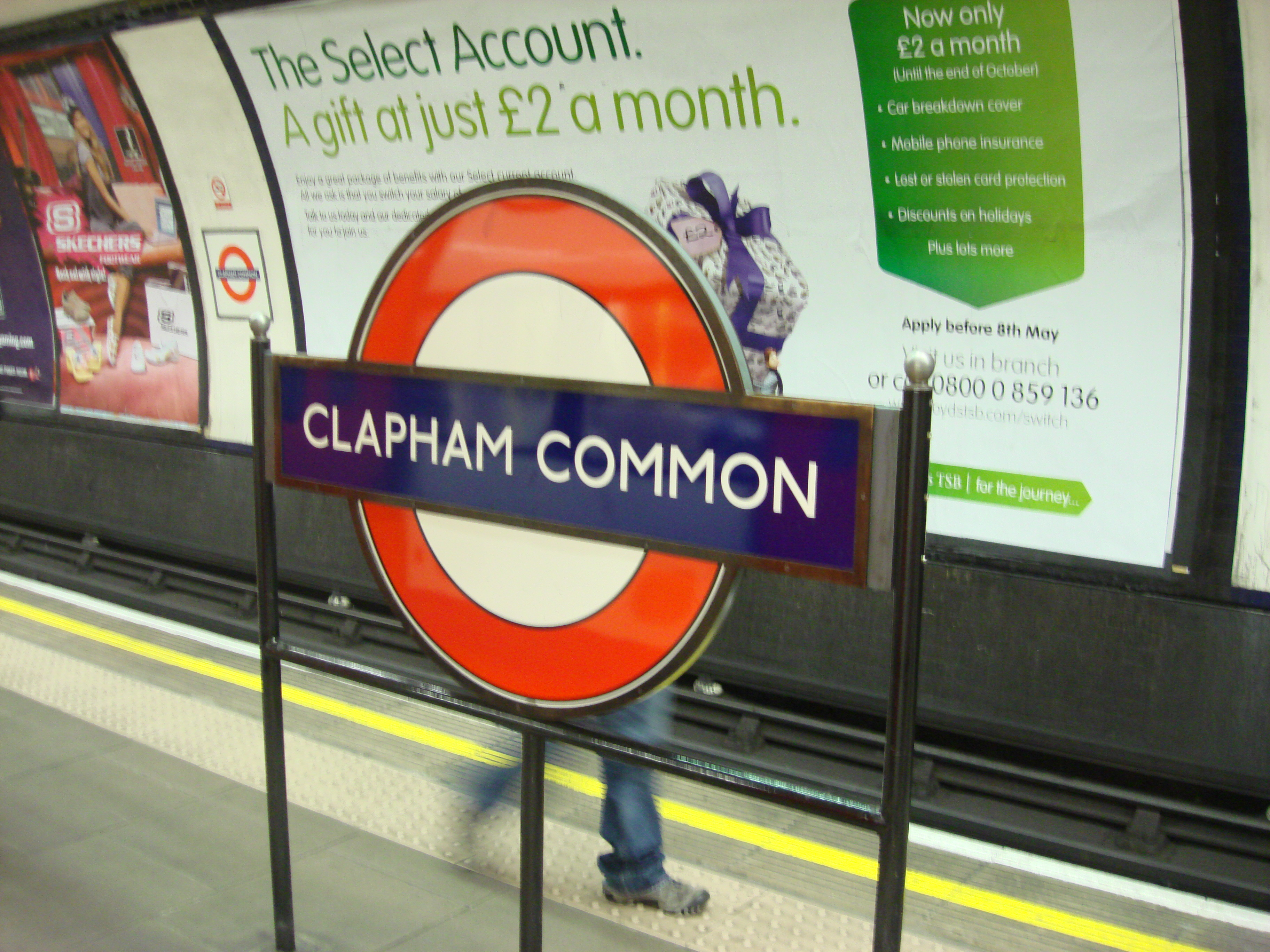
Il nome della stazione sul logo della metropolitana di Londra